# Кази Мухаммед
Кази́ Муха́ммед (курд. قازی محەممەد; перс. قاضی محمد‎; 1 мая 1893 — 31 марта 1947, Мехабад, провинция Курдистан, Персия) — курдский политический деятель, президент Республики Курдистан, вошедшей в историю как «Мехабадская Республика». Один из лидеров национально-освободительного движения курдов. Был повешен иранским правительством в 1947 году.

## Происхождение
Происходил из знатного рода Кази, — духовных и светских судей племени Дебокри. Кази Мухаммед знал свою родословную до XVII века. Его семья отличалась патриотизмом: его дед Файзулла-бек в 1918 г. возглавил ополчение, выступившее против турецко-германского вторжения в Иранский Курдистан.
Его отец сотрудничал с Симко Шикаки во время курдского восстания против иранского правительства в 1920-х годах.

## Биография
Кази Мухаммед был широко образованным человеком, владел семью языками: курдским, арабским, персидским, турецким, русским, французским и английским.
После советско-английской оккупации Ирана в 1941 году и превращения «Мукринского Курдистана» (области Мехабада) в нейтральную зону между двумя зонами оккупации, Кази Мухаммед, являвшийся кази и одновременно градоначальником Мехабада, фактически стал правителем всей области. Он был близок к националистической организации «Жиине Курдистан» («Жизнь Курдистана»), которую затем возглавил, а с конца 1945 г. стал председателем созданной на базе «ЖК» «Демократической партии Иранского Курдистана».
22 января 1946 г. на площади Чарчара в Мехабаде Кази Мухаммед провозглашает Республику Курдистан (Мехабадская Республика), падения которой (16 декабря 1946 г.) он, вопреки объявленной амнистии, был арестован и предстал перед военно-полевым судом. По воспоминаниям участников событий, в роковые для него последние месяцы Кази Мухаммед держался с поражавшим окружающих хладнокровием и достоинством. Он отказался от предложения Мустафы Барзани уйти вместе с ним, заявив: «Я останусь в Мехабаде со своим народом и до тех пор, пока есть возможность, буду предотвращать беспорядки и кровопролитие». Отдавая себя в руки иранских военных, говорил он Барзани, он надеется спасти город от расправ вроде тех, что имели место в Урмии и Тебризе. Затем он передал Барзани знамя республики, сказав: «Молю Аллаха, чтобы он хранил тебя! Моя же жизнь пусть станет жертвой за соотечественников и уменьшит жертвы, которым они подвергаются».
Кази Мухаммед начал переговоры с иранским генералом Хумаюни об условиях сдачи и получил обещание всеобщей амнистии. Несмотря на амнистию, в своей собственной участи он не сомневался, и последовавший вскоре арест не стал для него неожиданностью. «В моем распоряжении было шесть легковых машин и джип, и я в любой момент мог пересечь границу и спастись, — говорил он на суде. — Но поймите, я, в отличие от Пишевари (лидер Иранского Азербайджана, бежал в СССР), не считаю себя слабой женщиной, чтобы убежать в момент опасности. Куда мне бежать? Здесь земля Курдистана, и здесь находятся могилы восьми поколений моих предков». Он рассказал на суде, что Барзани настойчиво предлагал напасть на тюрьму и освободить его, но Кази Мухаммед отказался: «Я не захотел, потому что обещал своему народу, что буду жить с ним и умру ради него. И кроме того, мне было жаль молодых барзанцев, потому что Молла Мустафа Барзани и барзанцы являются последней надеждой курдского народа. И я им отдал флаг Курдистана. До урочного дня этот флаг будет у них. С Божией помощью, я надеюсь, что этот день придет, и с помощью барзанцев он будет водружен над этим зданием, где меня судят, и на всех горах Курдистана».
30 марта 1947 года Кази Мухаммед, его брат Садр Кази и его двоюродный брат Сейф Кази (министр обороны Мехабадской республики) были повешены на площади Чарчара.